# Stadtarchiv Graz
Das Stadtarchiv Graz ist das kommunale Archiv der zweitgrößten Österreichischen Stadt Graz. Das 1930 gegründete Archiv wurde 2014 aus der kommunalen Verwaltung ausgegliedert und besteht seither als eine Organisationseinheit der Stadtmuseum Graz GmbH. Gemeinsam mit dem Graz Museum bildet es das „Zentrum für Stadt und Stadtgeschichte.“

## Aufgabengebiet und Organisation
Als kommunales Archiv ist die vordergründige Zuständigkeit des Grazer Stadtarchivs laut Archivordnung 2019 „die Archivierung und Nutzung von Archivgut der Stadt Graz, dessen Erhaltung und Bewahrung im öffentlichen Interesse gelegen ist, sowie die Zwischenarchivierung und Nutzung von Altregistraturgut der Stadt Graz.“ Das Archiv berät die Dienststellen und Behörden der Stadt bei der Schriftgutverwaltung und der Sicherung ihrer Unterlagen und archiviert deren dauerhaft aufzubewahrenden Unterlagen. Auch Unternehmen oder Stiftungen, an denen die Stadt Graz mit mindestens 50 % beteiligt ist, müssen dem Archiv im Falle entsprechender Regelungen ihre Unterlagen zur Übernahme anbieten. Darüber hinaus sammelt das Archiv nach finanzieller und räumlicher Möglichkeit gezielt Unterlagen von absehbarer stadthistorischer Relevanz bzw. entsprechendem öffentlichem Interesse.
Als jüngstes Kapitel einer wechselvollen Geschichte ist das erst 1930 institutionalisierte Archiv seit 1. April 2014 eine Organisationseinheit der Stadtmuseum Graz GmbH und bildet gemeinsam mit dem Graz Museum das „Zentrum für Stadt und Stadtgeschichte“. Es untersteht der Dienstaufsicht durch die Magistratsdirektion der Stadt Graz. Leiter des Archivs ist seit 2015 der Historiker Wolfram Dornik. Er ist Vorsitzender im Arbeitskreis der Kommunalarchivarinnen und Kommunalarchivare beim Österreichischen Städtebund. Das Grazer Stadtarchiv ist Mitglied im Internationalen Archivrat und dem Verband Österreichischer Archivarinnen und Archivare.

### Leiter
- Robert Meeraus (1930–1939)
- Hans Glaser (1939–1962)
- Harald Fischer (1962–1976)
- Gerhard Marauschek (1976–2005)
- Gerhard Kurzmann (2005–2006)
- Werner Strahalm (2006–2014)
- Otto Hochreiter (2014–2015)
- Wolfram Dornik (seit 2015)

## Bestände
Die über 6000 Laufmeter bzw. 28.000 Boxen und Faszikel (Aktenbündel) umfassenden Bestände des Stadtarchivs Graz gliedern sich in folgende Gruppen:
- Das Archiv der Stadt Graz im engeren Sinne mit dem „Alten Archiv“ bis 1850 sowie den systematisch abgelegten Beständen der politischen Vertretungskörper, der Dienststellen und Behörden des Magistrates, der Eigenbetriebe und Beteiligungen der Stadt Graz seither.
- Die Unterlagen der 1938 eingemeindeten Umgebungsgemeinden von Graz ab etwa 1840.
- Die Unterlagen staatlicher und privater Herkunft: Nachgeordnete Bundesdienststellen, Vereinsarchive sowie Vor- und Nachlässe („Nichtstädtische Provenienzen“) ab etwa 1867.
- Diverse Sammlungen, vor allem Fotografien, Karten und Pläne, Plakate.
- Die etwa 4000 Bände umfassende Archivbibliothek mit den Sammelschwerpunkten Amtsdruckschriften, Österreichische, Steirische und Grazer Geschichte, Archivwesen.

Die Bestände können über das Grazer Archivinformationssystem - GAIS online durchsucht werden.

## Geschichte des Archivs und seiner Sammlung

### Verlorene Ursprünge

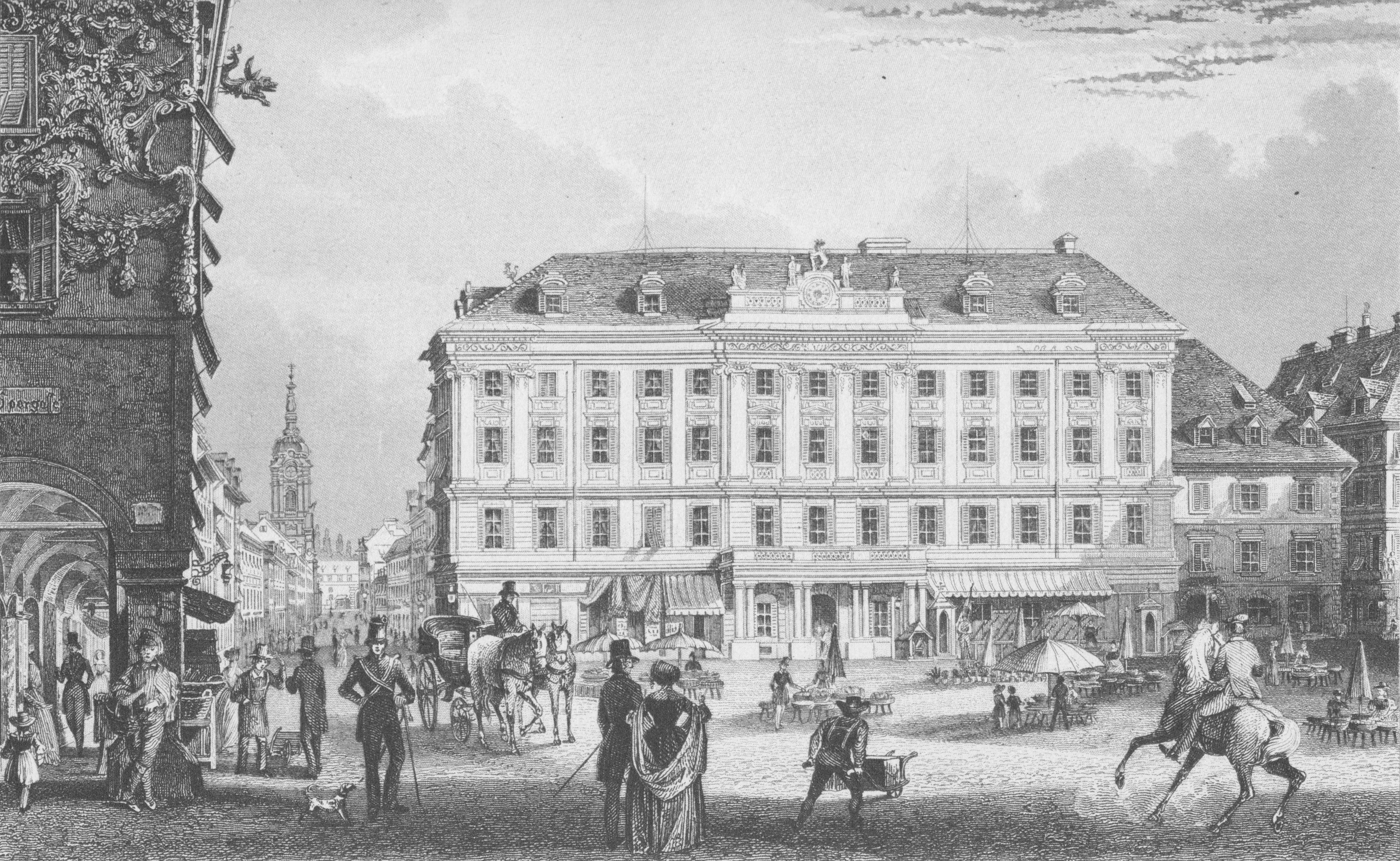
Das biedermeierzeitliche Grazer Rathaus

Im Mittelalter war es Aufgabe des Stadtschreibers, zur Rechtssicherheit Privilegien, Urkunden und Ratsprotokolle sicher zu verwahren. Mittelalterliches Schriftgut ist im Grazer Stadtarchiv jedoch quasi nicht vorhanden. Da schon bei Bestandsaufnahme in den Jahren 1706 und 1731 keine weiter als bis 1554 zurückreichenden Bestände verzeichnet werden konnten, nimmt man an, dass ein Stadtbrand im Jahr 1555 die ältesten Archivalien vernichtet hat. Gleichermaßen verheerend auf den Bestand wirkten sich Skartierungen (Vernichtung nicht mehr archivwürdiger Unterlagen) zu Beginn des 19. Jahrhunderts aus, deren Umstände heute ungeklärt sind. Friedrich Popelka überliefert jene bis heute in Graz tradierte Geschichte, wonach das alte Archiv anlässlich des Abrisses und Neubaus des Rathauses ab 1803 ausgedünnt und der übrige Bestand zur Zwischenlagerund in den Keller der Färberkaserne (ein nicht mehr bestehendes Palais, heute Färberplatz) gebracht worden sei. Dort habe man die Archivalien offenbar so lange vergessen, bis sie durch Feuchtigkeit derart beschädigt worden seien, dass man sie bei Gelegenheit eines Mur-Hochwassers im Fluss entsorgt habe. Arnold Luschin von Ebengreuth beschreibt diese Entsorgung als mündlich überlieferte Geschichte, wobei in dieser Version aber die „französische Invasion Anfang des 19. Jahrhunderts“ (Fünfter Koalitionskrieg) Motiv für die Lagerung im Keller ist. Der langjährige Archivleiter Gerhard Marauschek sah den wahren Grund für diesen achtlosen Umgang mit dem Archivmaterial in der überbordenden Bürokratie des Biedermeiers, die die räumlichen Möglichkeiten des 1807 fertiggestellten Rathauses bald ausgeschöpft hatte und konstatierte, dass der damalige Zeitgeist „überkommenen Strukturen mit ihren Archiven und Registraturen äußerst feindlich gegenüberstand.“ Wolfram Dornik betont den unsicheren Wahrheitsgehalt der Geschichte, insbesondere hinsichtlich der Entsorgung im Fluss, da Papier damals ein wertvoller, üblicherweise wiederverwerteter Rohstoff war. Dessen ungeachtet habe der Pragmatismus der Josephinischen Reformen des späten 18. Jahrhunderts „oft zu Geschichts- und Traditionsvergessenheit in den Amtsstuben verleitet.“

### Von der Registratur zum Archiv

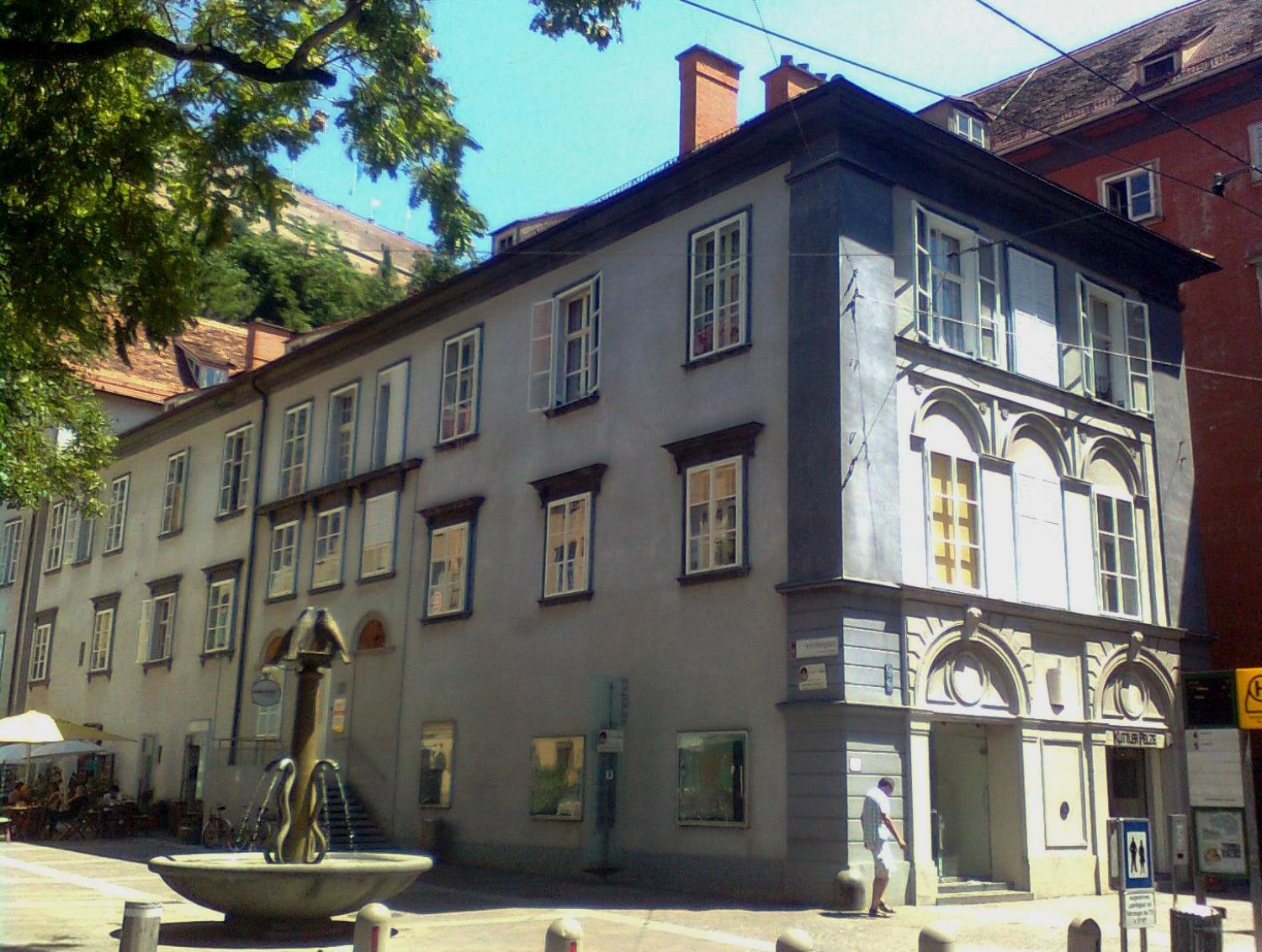
Seit 1930 war das Archiv im zweiten Stock des Reiner Hofes angesiedelt

1849 begann mit dem Provisorischen Gemeindegesetz die kommunale Selbstverwaltung im heutigen Sinne. Der kümmerliche Rest des Archives wurde von den Registratoren der Stadtverwaltung als „Altschriftgut“ geführt und direkt in den Amtsstuben aufbewahrt. Eine Registratur unter der Leitung von Franz Ritter von Gadolla (1797–1866) diente dabei als Hilfsamt. 1884 wurde deren Arbeitsweise erstmals schriftlich im Detail festgelegt und die Bildung eines Archives für besonders wichtige Bestände beschlossen, jedoch nicht umgesetzt. Im Gegenteil trat der Grazer Stadtrat 1893 mit der Bitte um Prüfung und Verwahrung von 144 historische Urkunden an das Landesmuseum Joanneum heran, welches die Anfrage an das Steiermärkische Landesarchiv weiterleitete. Diese in den folgenden Jahren nach und nach übergebenen Urkunden bildeten den Grundstock des im Landesarchiv bis heute bestehenden „Spezialarchiv Stadt Graz.“ Parallel zu dieser Aktion wuchs in der Stadt selbst jedoch das Bewusstsein für die Bedeutung der eigenen Geschichte und ihrer Dokumente. Die Schaffung eines „statistisch-archivalischen Amtes“ scheiterte 1908 aus Geldnot. Auch neuerliche Anläufe zur Schaffung eines Stadtmuseums und Stadtarchivs in den Jahren 1919 und 1924 verliefen im Sand. Erst im Rahmen der groß begangenen Feierlichkeiten zum 800-jährigen Stadtjubiläum (heute als unsicher geltende erste urkundliche Erwähnung 1128) bildete sich mit dem Städtischen Jubiläumsausschuss eine personell breit und hochrangig aufgestellte Plattform mit Vertretern u. a. der Universität Graz, des Joanneums und des Landesarchivs. Auf Initiative des christlichsozialen Gemeinderats Hans Stangl blieb dieser Ausschuss nach Ende der Feierlichkeiten bestehen, um ein „Städtisches Archiv und Museum“ einzurichten. Zur selben Zeit (1929) wurde das Archivamt des Bundesdenkmalamtes auf die Situation in Graz aufmerksam und empfahl, die städtischen Archivalien in einem geschlossenen Komplex zu verwahren. Auf Basis eines Gemeinderatsbeschlusses vom 16. Jänner 1930 begründete Bürgermeister Vinzenz Muchitsch sodann am 10. Februar 1930 das Stadtarchiv.
Das nun erstmals institutionalisierte Archiv wurde der Stadtratsabteilung III „Wirtschafts- und Verkehrsamt“ zugeteilt und gemeinsam mit dem Stadtmuseum (heute Graz Museum) sowie der Stadt- bzw. Amtsbibliothek geführt. Verantwortlicher Leiter der genannten Bereiche wurde der Bibliothekar und Kunsthistoriker Robert Meeraus, der dem Städtischen Jubiläumsausschuss angehört hatte und maßgeblich an der Sonderausstellung des Jubiläumsjahres 1928 beteiligt gewesen war. Wohl aufgrund der Fülle an Zuständigkeiten (Meeraus wurden auch noch Agenden des Fremdenverkehrsreferats übertragen) fand in den ersten Jahren kaum archivistische Arbeit im engeren Sinn statt. Mit dem Anschluss Österreichs wurde Meeraus kurzfristig außer Dienst gestellt. Der NS-Bürgermeister Julius Kaspar setzte ihn interimistisch wieder ein, dennoch scheint bereits um die Mitte des Jahres 1939 Hans Glaser als Leiter des Archives auf, wobei weiterhin wenig archivistische Arbeit stattfand. Glaser war zudem ab 1941 in die Untersteiermark versetzte worden. 1945 gelang es ihm unter bis heute nicht ganz geklärten Umständen, seine Position als Magistratsmitarbeiter und Leiter des Stadtarchivs zu behaupten, er ging 1962 in den Ruhestand.

### Erster Umzug und Modernisierung

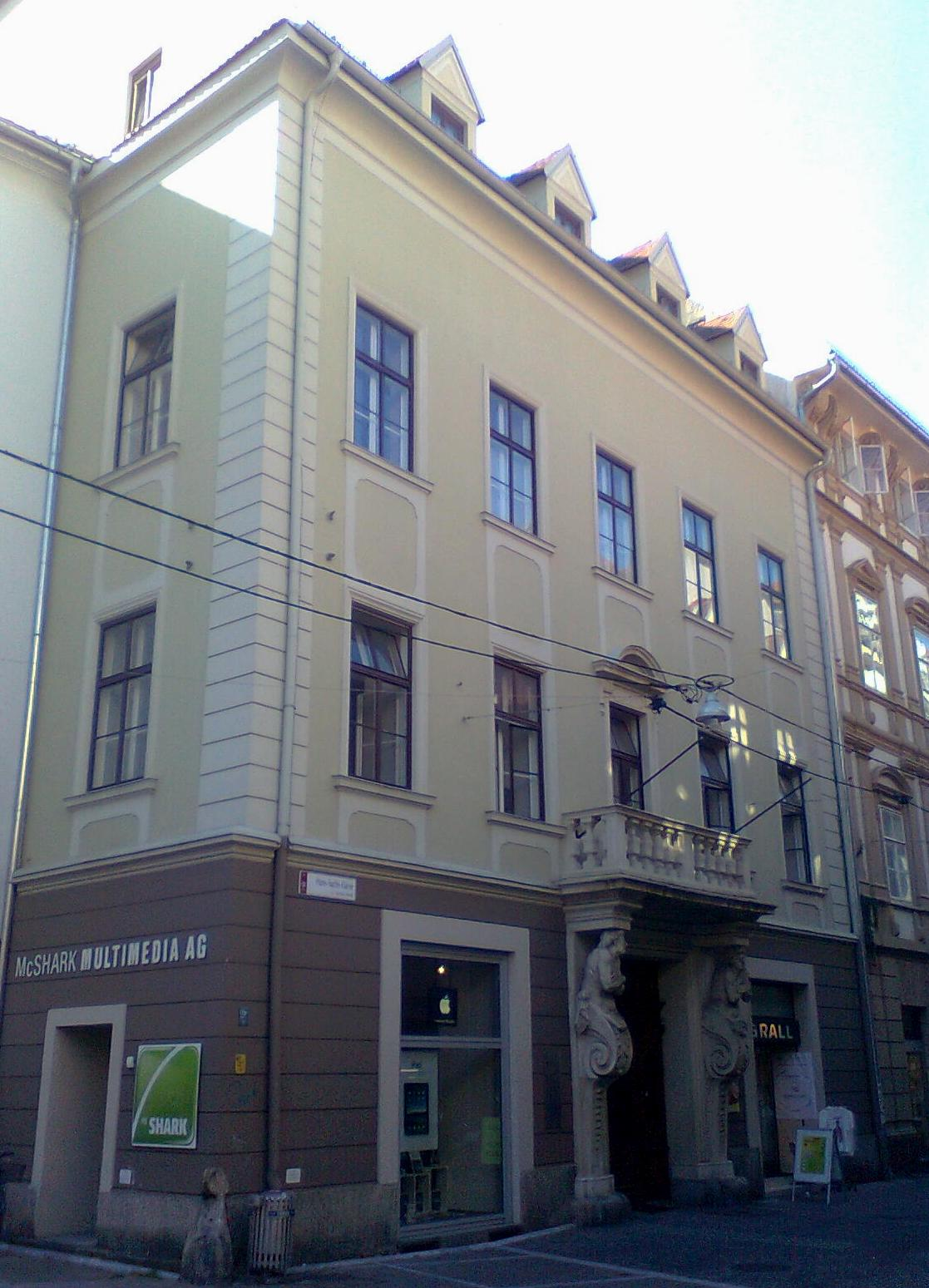
Palais Stubenberg, Standort des Archives zwischen 1970 und 1999

Schon unter Glasers Leitung hatte sich die akute Raumnot des seit 1930 im zweiten Stock des Reinerhofes untergebrachten Archivs gezeigt, doch erst unter seinem Nachfolger Harald Fischer gelang mit Ankauf und Sanierung des Palais Stubenberg durch die Stadt eine Lösung. Das Archiv zog 1970 in diese Räumlichkeiten und sollte dort bis ins Jahr 1999 bleiben. Fischer setzte bedeutende archivistische Maßnahmen wie die Dokumentation wichtiger Bestände auf Mikrofiche. Die Zahl von Anfragen an das Archiv wuchs während Fischers Amtszeit von einigen wenigen auf über hundert jährlich. Die Zusammenarbeit mit der übergeordneten Magistratsdirektion verlief aufgrund unterschiedlicher Vorstellungen über die Systematik der Aktenführung nicht ganz reibungslos.
Auch die Publikationstätigkeit des Archivs nahm zu. Seit 1970 fungiert das Archiv nominell als Sitz und Auslieferungsadresse des von der Stadt Graz herausgegebenen Historischen Jahrbuchs der Stadt Graz. 1971 wurde der Historiker und spätere Archivleiter Gerhard Marauschek eingestellt, um unter anderen die Grazer Beiträge zum von der Akademie der Wissenschaften herausgegebenen Österreichischen Städtebuch zu verfassen. Unter Leitung von Fischer und Marauschek vernetzte sich das Stadtarchiv stark mit anderen kommunalen Archiven. Einen ganz wesentlichen Anteil der Archivarbeit bildet seit dieser Zeit die schrittweise Übernahme der Akten der Bau- und Anlagenbehörde, welche den Standort im Palais Stubenberg schließlich über seine Kapazitätsgrenzen hinaus belastete.

### Zweiter Umzug und organisatorische Neuaufstellung

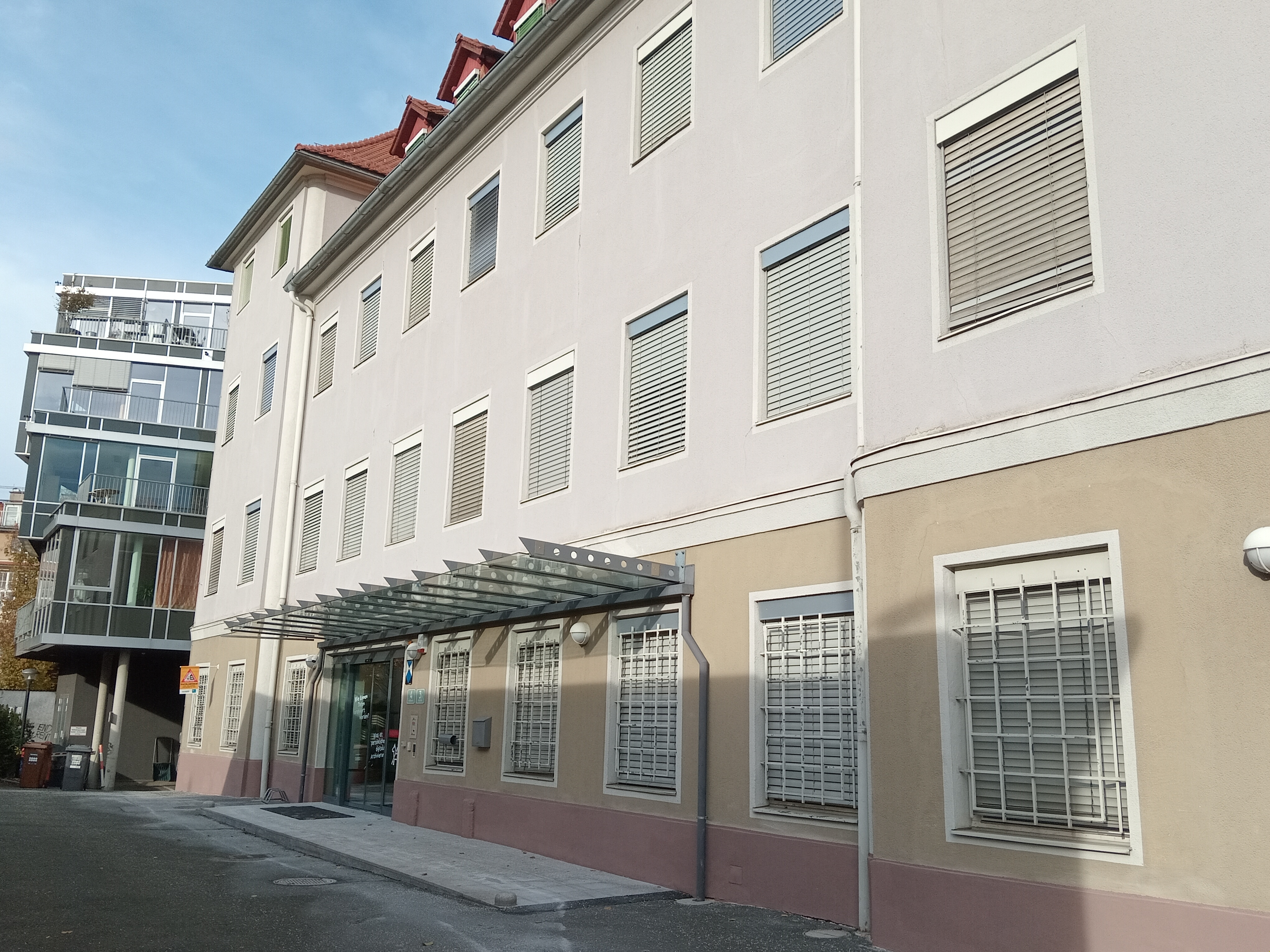
Neues Hauptgebäude des Stadtarchives zwischen Schiffgasse und Entenplatz

1999 konnte das Archiv daher in die ehemaligen „Entenschule“ (ein im späten 18. Jahrhundert ursprünglich als bürgerliche Schießstätte errichtetes Gebäude) umziehen. Die offizielle Eröffnung des neuen, nun mit EDV-System und Rollregalen ausgestatteten Standorts erfolgte im Jahr 2000. Im Rahmen einer Umstrukturierung der Magistratsverwaltung wurde das Stadtarchiv 2004 der Kulturabteilung zugeordnet. Wegen Übernahme weiterer großer Aktenmengen aus der der Bau- und Anlagenbehörde reduzierte sich der zur Verfügung stehende Platz auch am neuen Standort auf (Stand 2016) weniger als zehn Prozent der Regalfläche.
2013 erarbeitete die Stadtregierung ein neues Konzept, wie Stadtmuseum, Stadtarchiv, deren Personal und Publikationstätigkeit effizienter zu organisieren seien. Museum und Archiv wurden schließlich gemeinsam in die Stadtmuseum Graz GmbH ausgegliedert. Der Prozess sorgte für einige Unruhe bei Personal und Fachwelt, da die Ausgliederung eines kommunalen Archivs an einen anderen Rechtsträger bis dahin nicht vorgekommen und vom maßgeblichen Steiermärkische Archivgesetz auch nicht vorgesehen war. Erst mit einer Abänderung des Gesetzes konnten die Auslagerung und mit ihr die vom Gemeinderat erhofften Synergieeffekte zwischen Grazer Stadtarchiv und Graz Museum erreicht werden.